# ميكائيل إريكسون
ميكائيل إريكسون (بالسويدية: Mikael Ericsson) مواليد 28 فبراير 1960، هو سائق راليات سويدي سابق بدأ مسيرته في سنة 1981. كان أول رالي له هو رالي السويد 1981. شارك في بطولة العالم للراليات. فاز بـ سباقي رالي.

## فرق مثلها
- فولكس فاجن
- أودي
- لانشيا
- نيزمو
- ميتسوبيشي موتورز
- تويوتا

## روابط خارجية
- ميكائيل إريكسون على موقع Rallye-info.com (الإنجليزية)
- ميكائيل إريكسون على موقع eWRC-results.com (الإنجليزية)